# Српски сиреви
Постоји неколико врста српских сирева, као што су Сјенички, Златарски, Сврљишки и Хомољски сиреви.

## Врсте
- Церски сир, направљен од козјег млека, произведен у планинском крају Цера.
- Хомољски сир, бели слани сир, [1] од крављег, козјег или овчијег млека, произведен у Хомољској котлини и планинама.
- Кривовирски качкаваљ, жути тврди сир, од овчијег, крављег и козјег млека, произведен у Зајечарском крају, назван по Кривом Виру.
- Мокрински сир, бели слани сир, назван по Мокрину.
- Пиротски качкаваљ, тврди качкаваљ, произведен у пиротском крају.
- Пуле сир, димљени сир, од магарећег млека, произведен у Засавици, најскупљи сир на свету.
- Шарски сир, тврди сир, произведен у Гори, Опољу и Штрпцу (на Косову), назван по Шар планини.
- Сјенички сир, бели саламурен сир, [1] од овчијег млека (традиционално), произведен на Пештерској висоравни, носи име по Сјеници, номинован за нематеријалну културну баштину.
- Сврљишки сир, бели слани сир, [1] кравље млеко, произведено у долини Нишаве, назван по Сврљигу.
- Сврљишки качкаваљ, жути тврди сир, од крављег млека.
- Златарски сир, бели слани сир, [1] од крављег млека, произведен на Пештерској висоравни, назван по Златару.

## Балкански фестивал сира
У Србији се одржава „Балкански фестивал сира“,  одржава се од 2013. године.